# كريس أوستين
كريس أوستين (بالإنجليزية: Chris Austin)‏ هو مغن مؤلف ومغني أمريكي، ولد في 24 فبراير 1964 في بون في الولايات المتحدة، وتوفي في 16 مارس 1991 في سان دييغو في الولايات المتحدة.

## وصلات خارجية
- كريس أوستين على موقع ميوزك برينز (الإنجليزية)
- كريس أوستين على موقع ديسكوغز (الإنجليزية)